# 黃道帶

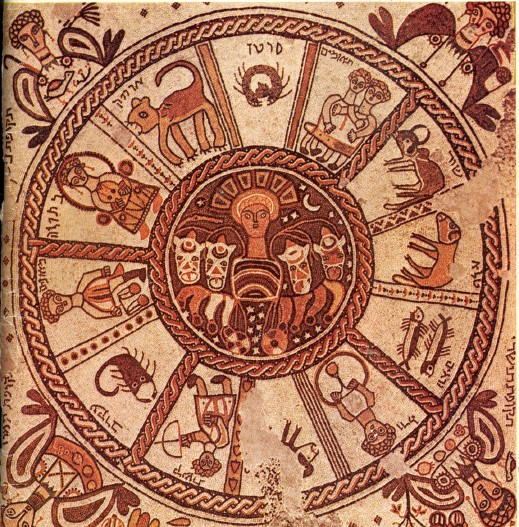
黄道带轮：在以色列贝特阿尔法教堂的6世纪马赛克铺石路面，结合了希腊拜占庭的元素。

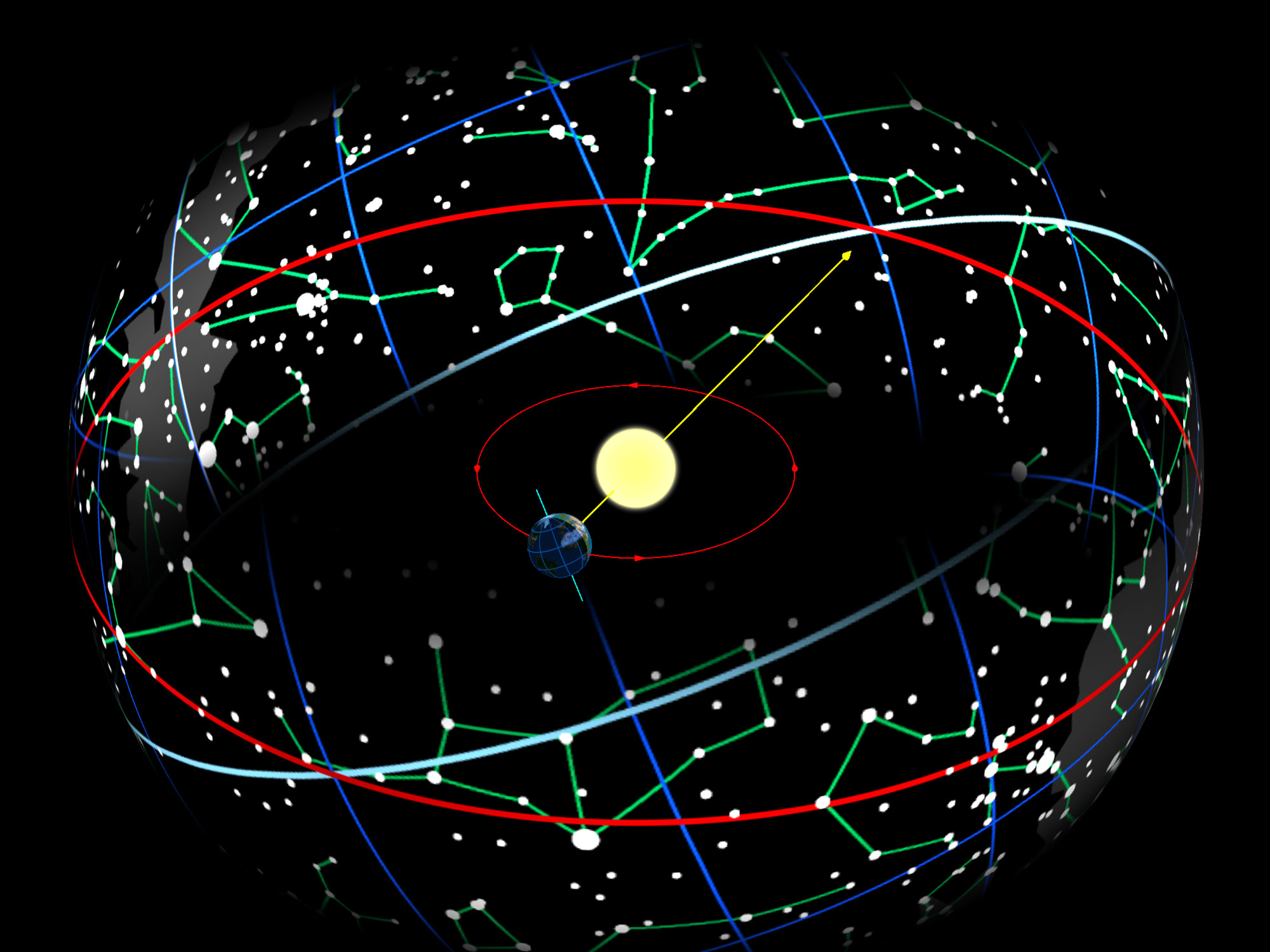
地球在轨道上绕着太阳运转，导致太阳看起来在天球的黄道（红色）上移动，它是与赤道（蓝色）倾斜的。

黄道带（希臘語：ζῳδιακός, zōdiakos），是天文学的名词，指的是在黄道上的星座组成的环带，不仅是太阳每年在天球上所行经的路径，月球和行星的路径也大略都在黄道的附近，因此也全部都在黄道带的星座内。 在占星术，黄道带被人为划分为十二个随中气点移动（与实际星座位置不一致）的均等区域，各自都有符号。 因此，黄道带是一个天球坐标系统，或是更具体的说是一个黄道坐标系统，以黄道做为纬度的基准平面（原点），并且以太阳在春分时的位置作为经度的原点。
在罗马时代已经有黄道带了，这是继承自希腊天文学并可追溯至巴比伦天文学和迦勒底人时代（公元前的千禧年中期）的概念，其中，还导出了一个更早期列出的黄道周围恒星表，在托勒密的《天文学大成》（公元2世纪）已经有黄道结构的描述。
黄道带这个名词也可以代表行星在天球上动作路径的区域，它涵盖了黄道上下各8度的范围。 对应于不同的行星，黄道带也有不同的宽度，例如，"月球的黄道带"是黄道上下5度的区域。 再扩大范围，"彗星的黄道带"可以包括大部分短周期彗星的路径。
黄道带的英文，zodiac，起源于拉丁文的zōdiacus，而这个字又是从希腊文的（zōdiakos kuklos）演变而来的，原意为"动物圈（兽带）"，是从（zōdion）转变来的，指的是小型的"动物"（zōon）。 这种词意上的转换是基于在传统希腊的黄道带原本就有一半以上是动物（除了两个是神话创造的）。
天文学除了使用赤道坐标系统外，也使用以黄道带为基础的黄道坐标系统，同时这些名词和12个符号的名称也被用在占星术的天宫图中。

## 历史
黄道带符号是早期的现代传统图形表示法，证明来自希腊时期。这些符号的Unicode编码位置介于U+2648和U+2653之间。

### 早期的历史

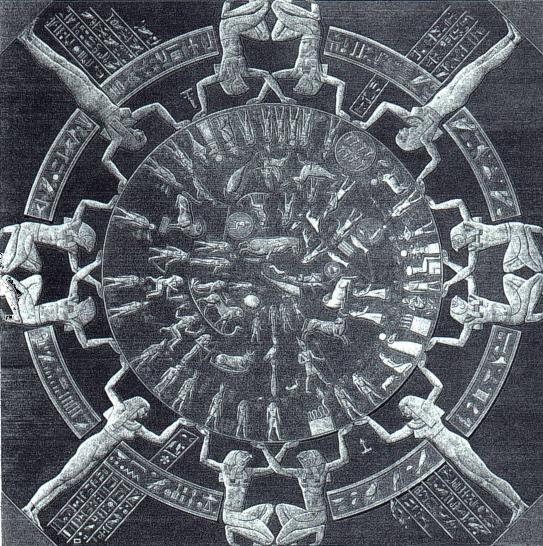
公元前1世纪的丹达腊黄道带（Denderah zodiac）（19世纪的版画）。

用黄道符号区分黄道起源于巴比伦（迦勒底）天文学，时间大约在纪元前1千年的后半期，相当于米底王国/新巴比伦王国（公元前7世纪）。传统的黄道12星座是从大约在公元前1000年编辑的MUL. APIN目录改进而来的。其中有些星座的起源可以追溯至更早的时代，青铜时代（古巴比伦）；像是双子座，来自MAŠ.TAB.BA.GAL.GAL"伟大的双生子（The Great Twins）"，巨蟹座来自AL.LUL"淡水小龙虾（The Crayfish）"，还有其他的例子。
巴比伦天文学家大约在公元前1千年早期的这个时间点上将黄道均分为12个相等的天球经度区域，创造了已知的第一个天球坐标系统：自夸比现代的坐标系统（像是赤道坐标系统或黄道坐标系统）更为优越。巴比伦历依据公元前7世纪的星座分配给每个月，以太阳在春分点的月份为起点，而在当时是白羊座（白羊座年代）。由于这个原因，即使春分点已经因为地球绕日轨道的岁差从白羊座移开了，占星符号的第一宫仍然称为"白羊宫"。
巴比伦的黄道带知识也反映在希伯来圣经。根据E. W. Bullinger的解读，出现在以西结书的这些生物是黄道带对应四个季节的中间迹象，以狮子代表狮子座，公牛代表金牛座，人代表宝瓶座，老鹰代表天蝎座。有些作者会将以色列十二支派或者希伯来历法中月历年内的12个月份和12星座符号联系到一起。Ernest L. Martin和一些其他人则认为环绕着圣龛（Tabernacle）的部落排列（报告在民数记）即对应着黄道带的排列顺序，犹大支派（Judah）、流便支派（Reuben）、以法莲支派（Ephraim）、但支派（Dan）分别对应狮子、宝瓶、金牛和天蝎座的星座符号（上述四个星座属于固定宫）。Thomas Mann接受了这些说法，并在他的小说Joseph and His Brothers中再现艾萨克祝福雅各布时，将黄道星座的符号特征对应到各个支派。

## 黃道星座
古人观察星空，发现天体分作两类：一类固定在天球上，组成各个星座，形成一幅永恒的天空背景，称之为恒星；另一类天体在黄道附近运行，不断穿过黄道上的十二个星座（或中国的二十八宿），称之为行星。这些行星包括七颗（七曜），分别是阴阳——太阳和太阴（月球），以及五行——金木水火土五个肉眼可见的经典行星。太阳在黄道上一年运行一圈，太阴在黄道上一个月运行一圈。各个文明对星座的划分方法与行星轨迹密切相关：西方文明中，太阳的轨迹把黄道分作十二段，每月一段，每段一个星座组成黄道十二宫。中国文明中，太阳的轨迹把黄道分作四段，每个季度一段，即天空的四象青龙白虎朱雀玄武；而太阴的轨迹把黄道分作28段，每天一段，即天空的二十八宿；然后结合太阳和太阴的划分，四象=28宿，每一象被分作七宿，这七宿分别对应阴阳金木水火土七大行星，组成一个星期七天，因此每个月被四象分成四个星期。
以下表格列出了13個黃道星座以及12個古典星宮，其中的蛇夫座是直到1930年才由國際天文聯會官方確認的黃道星座。雖然天文學上的十三個IAU黃道星座有相對于中氣春分點（或太陽）的歲差問題的周期性常量約為25,772年（即約25,772年偏移360°），每年当太阳返回中氣春分點时，它相对于背后群星的位置将西移约50.3弧秒，即约71.6年偏移1°。在二十八世紀（即2700 A.D.），太陽相對于實際的星座將再偏移9.6°，從而退出双鱼座，進入寶瓶座的經度。現在的天文學星座与西洋占星術起源時期（新巴比伦王朝的創建，626 B.C.）相比已經有約36.85°的歲差，但是西洋占星術所使用的等分星宮卻沒有歲差問題，因爲白羊宫的起點就設在中氣春分點上。現代科學認爲西洋占星術是僞科學，將這些與實際星座毫無關係的十二中氣的間隔說成是星座，將十二個中氣點說成是星座的起始點。西洋占星術通常分为僞恒星年派和中氣春分年派两支，但僞恆星年派只不過是基於中氣年派的每個等分時間點再加上25.5日，與真正的恆星年或恆星時毫無關係。
| 古典黄道带星宮 | 古典黄道带星宮 | 古典黄道带星宮 | 古典黄道带星宮 | 古典黄道带星宮                                | 古典黄道带星宮            | IAU黄道带星座 | IAU黄道带星座 | IAU黄道带星座        | IAU黄道带星座 |
| 星宮名稱       | 拉丁名         | 符號           | 等分範圍       | 中气点等分時間 （春分年，2011～2012）         | 中气点+25.5日（僞恒星年） | 星座名稱      | 拉丁名        | 太阳所在星座实际时间 | 持續天數      |
| -------------- | -------------- | -------------- | -------------- | --------------------------------------------- | ------------------------- | ------------- | ------------- | -------------------- | ------------- |
| 白羊宮         | Aries          |                | 0-30°          | 約03月21日07:21～ 04月20日18:17（春分～谷雨） | 04月15日-05月15日         | 白羊座        | Aries         | 04月18日-05月14日    | 25.5          |
| 金牛宮         | Taurus         |                | 30-60°         | 約04月20日18:17～ 05月21日17:21（谷雨～小满） | 05月16日-06月15日         | 金牛座        | Taurus        | 05月14日-06月21日    | 38.2          |
| 雙子宮         | Gemini         |                | 60-90°         | 約05月21日17:21～ 06月22日01:16（小满～夏至） | 06月16日-07月15日         | 雙子座        | Gemini        | 06月21日-07月20日    | 29.3          |
| 巨蟹宮         | Cancer         |                | 90-120°        | 約06月22日01:16～ 07月23日12:12（夏至～大暑） | 07月16日-08月15日         | 巨蟹座        | Cancer        | 07月20日-08月10日    | 21.1          |
| 獅子宮         | Leo            |                | 120-150°       | 約07月23日12:12～ 08月23日19:21（大暑～处暑） | 08月16日-09月15日         | 獅子座        | Leo           | 08月10日-09月16日    | 36.9          |
| 室女宮         | Virgo          |                | 150-180°       | 約08月23日19:21～ 09月23日17:05（处暑～秋分） | 09月16日-10月15日         | 室女座        | Virgo         | 09月16日-10月31日    | 44.5          |
| 天秤宮         | Libra          |                | 180-210°       | 約09月23日17:05～ 10月24日02:30（秋分～霜降） | 10月16日-11月15日         | 天秤座        | Libra         | 10月31日-11月21日    | 21.1          |
| 天蠍宮         | Scorpio        |                | 210-240°       | 約10月24日02:30～ 11月23日00:08（霜降～小雪） | 11月16日-12月15日         | 天蠍座        | Scorpius      | 11月21日-11月29日    | 8.4           |
| 蛇夫宮         | Ophiuchus      |                | 不適用         | 不適用                                        | 不適用                    | 蛇夫座        | Ophiuchus     | 11月29日-12月17日    | 18.4          |
| 人馬宮         | Sagittarius    |                | 240-270°       | 約11月23日00:08～ 12月22日13:30（小雪～冬至） | 12月16日-01月14日         | 人馬座        | Sagittarius   | 12月17日-01月20日    | 33.6          |
| 摩羯宮         | Capricorn      |                | 270-300°       | 約12月22日13:30～ 01月21日00:10（冬至～大寒） | 01月15日-02月14日         | 摩羯座        | Capricornus   | 01月20日-02月16日    | 27.4          |
| 寶瓶宮         | Aquarius       |                | 300-330°       | 約01月21日00:10～ 02月19日14:18（大寒～雨水） | 02月15日-03月14日         | 宝瓶座        | Aquarius      | 02月16日-03月11日    | 23.9          |
| 雙魚宮         | Pisces         |                | 330-0°         | 約02月19日14:18～ 03月20日13:14（雨水～春分） | 03月15日-04月14日         | 双鱼座        | Pisces        | 03月11日-04月18日    | 37.7          |

## 春分点的进动

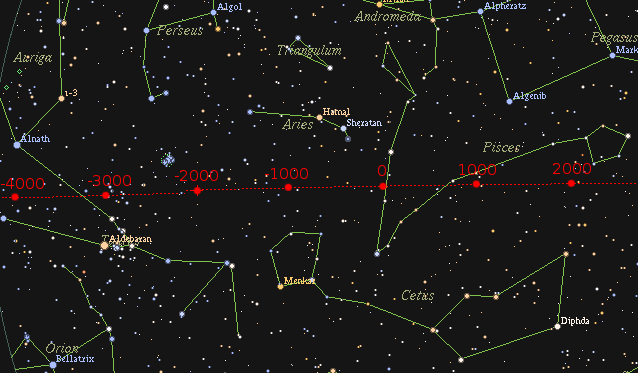
过去6,000年来三月分点点沿着黄道的路径

占星学系统在大约2,500年前在新巴比伦（Babylonia）发展起来，当时处于"白羊座时代"。当时，据认为，春分点的进动是未知的。当前使用的坐标系统的选择是将系统解释为恒星，将星座固定在恒星背景上，或者解释为热带，将星座固定在三月分点的位置（向量的太阳）上。
西方占星学采用热带方法，而印度占星术采用恒星方法。这导致最初统一的黄道坐标系统逐渐分离，以每世纪1.4度的顺时针（向西）进动。
对于在西方天文学和占星术中使用的热带黄道，这意味着白羊座的热带星座目前位于星座双鱼座（"双鱼座时代"）。
恒星坐标系统考虑了阿亚纳姆萨（梵语Ayanāṃśa，即岁差），阿亚意为"过境"或'运动'，姆萨意为'小部分'，即小部分的春分点运动。印度人何时意识到春分点的进动尚不清楚，但巴斯卡拉二世在12世纪的著作Siddhanta Shiromani中给出了测量春分点进动的方程，并表示他的方程基于一些已失传的Suryasiddhanta方程和Munjaala的方程。
春分点的发现被归因于公元前130年左右的希巴克勒斯。托勒密在他的2世纪天文学著作大圆定的第七册中引用了希巴克勒斯的现已失传的作品论黄赤交点的偏移，在那里他描述了春分点的进动现象并估算了它的值。托勒密澄清了希腊数学天文学的传统，即从春分点开始黄道，将这一点始终称为白羊座的"第一度"。这被称为"热带黄道"（来自希腊词trópos，旋转），因为其起始点随着时间在背景星座的圆圈中旋转。
希腊天文学家的春分点原则作为黄道的第一度与公元前1世纪的格米努斯的天文学文本中有所描述。格米努斯解释说，他那个时代的希腊天文学家将黄道星座的第一度与两个至点和两个春分点相关联，与较旧的迦勒底（巴比伦）系统相对立，后者将这些点放在黄道星座中。这说明托勒密只是澄清了希腊天文学家的传统，而不是像有时人们认为的那样创造了热带黄道的原则。
托勒密证明了热带黄道原则在他的占星学文本Tetrabiblos中为他的前辈所熟知，在那里他解释了为什么将季节对齐的黄道的规则间隔星座与可见星座的不规则边界关联起来将是错误的：
星座的开始，以及分区的开始，都应该从春分点和热带点开始。这一规则不仅被有关此主题的作家明确陈述，而且通过不断提供的演示尤为明显，它们的性质、影响和熟悉度没有其他来源，这已经得到明确显示。而且，如果允许其他的起点，要么就必须在占星学的理论中排除星座的性质，要么就无法避免在保留并使用它们时出现错误；因为它们的空间和距离的规律，取决于它们的影响，会受到侵害和破坏。

## 在现代天文学中
黄道带定义了一段空间范围，向北和南延伸8°或9°的天文纬度，位于ecliptic的北部和南部，其中包括月球和主要行星的轨道。它是黄道坐标系的特征，这是一种以黄道为中心的celestial coordinate system（地球轨道和太阳视路径的平面），通过它测量celestial longitude以东度数来度量，以度数衡量的是相对于春分点的角度（春分点是黄道和赤道的升交点）。黄道在角度上很狭窄，因为大多数太阳的行星的轨道与地球的轨道平面的倾角只有轻微的差异。黄道内的恒星受到occultations的影响，这些事件可以用来估算minor planet的横截面尺寸，或者检查恒星是否有一个紧密的伴星。

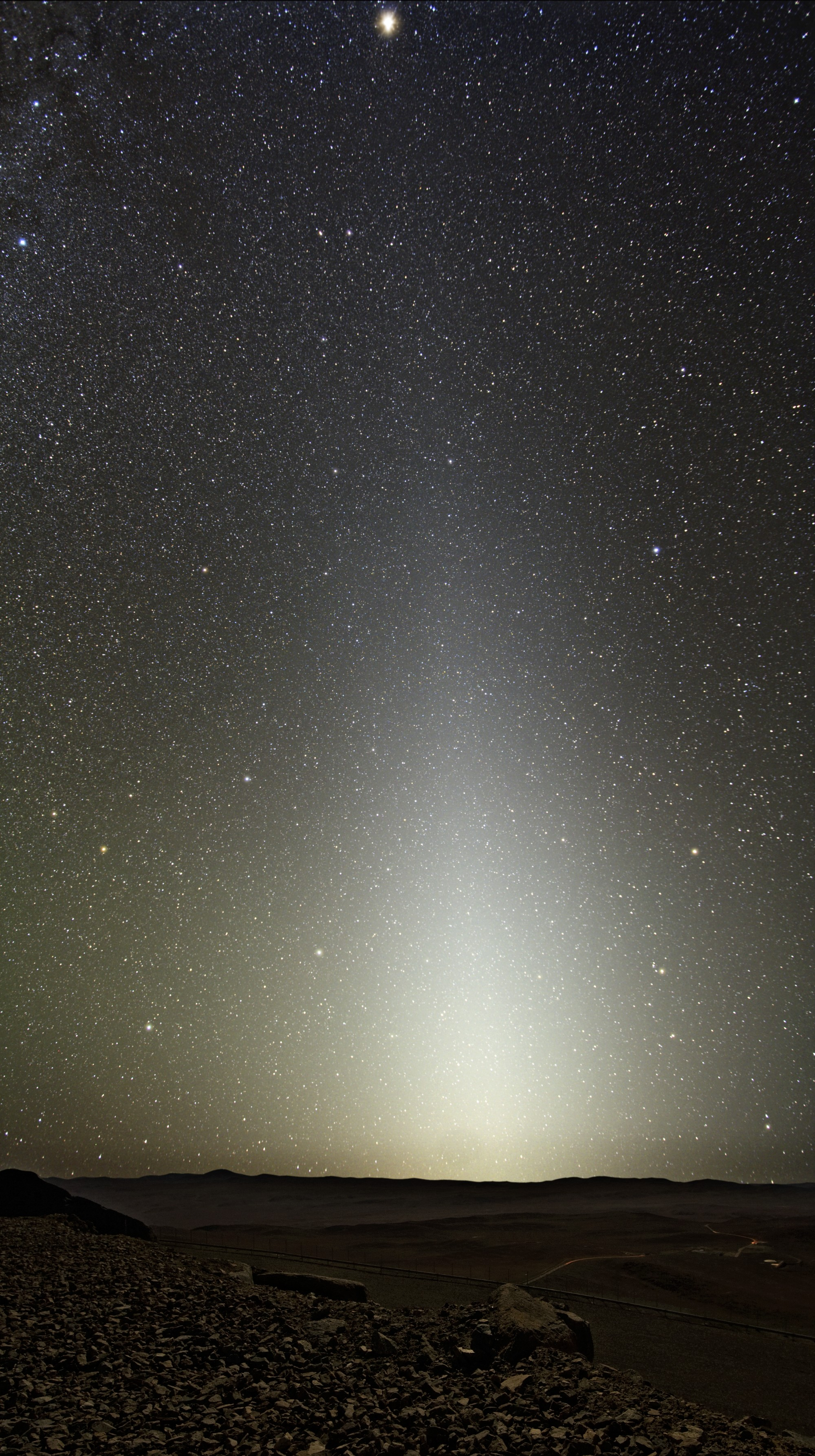
从Cerro Paranal看到的黄道光

太阳在每年的3月21日左右的春分点上，定义了测量的起点，其第一度被历史上称为"白羊座的第一点"。沿着黄道的第一个30°被名义上指定为白羊座，但由于岁差的影响，它不再位于白羊座星座附近，而是位于双鱼座星座的末端，自公元2世纪以来一直位于该星座内。接下来的30°被名义上指定为金牛座，依此类推，通过黄道十二宫来分割整个黄道的大圆，每个宫占用黄道的1⁄12（30°）。黄道宫位于黄道附近的天文星座的边界从未用来确定天文学上的星座边界，这些星座一直都是不规则的大小和形状。
在19世纪中期，测量各个星座内的天文经度的传统仍然在使用中，但现代天文学现在将天文经度的度数连续从0°到360°进行编号，而不是在每个宫内从0°到30°进行编号。这个坐标系统是天文学家用来观测太阳系对象的主要方式。
黄道作为确定天文测量的手段一直是西方天文学家定义天体位置的主要方法，直到文艺复兴时期，当时首选的方法转向了赤道坐标系，该坐标系通过right ascension和declination来测量天文位置，而不是使用黄道为基础的天文经度和celestial latitude定义。
"黄道"这个词是指zodiacal cloud，这是一群在行星之间运动的尘埃颗粒，以及来自它们散射太阳光的zodiacal light。尽管它的名称来源于黄道，但黄道光覆盖了整个夜空，某些方向有增强效果。